# Wincenty Galbis Girones
Vicente Galbis Girones (ur. 9 września 1910; zm. 21 września 1936) – hiszpański męczennik, błogosławiony Kościoła katolickiego. 
Był żonaty i miał syna. Z wykształcenia był prawnikiem. Został zamordowany podczas wojny domowej w Hiszpanii.
Został beatyfikowany w grupie Józef Aparicio Sanz i 232 towarzyszy przez Jana Pawła II 11 marca 2001 roku.